# Deutscher Leichtathletik-Verband
Il Deutscher Leichtathletik-Verband (DLV) è una federazione sportiva che ha il compito di promuovere la pratica dell'atletica leggera e coordinarne le attività dilettantistiche ed agonistiche in Germania.